# Minnesota Star Tribune

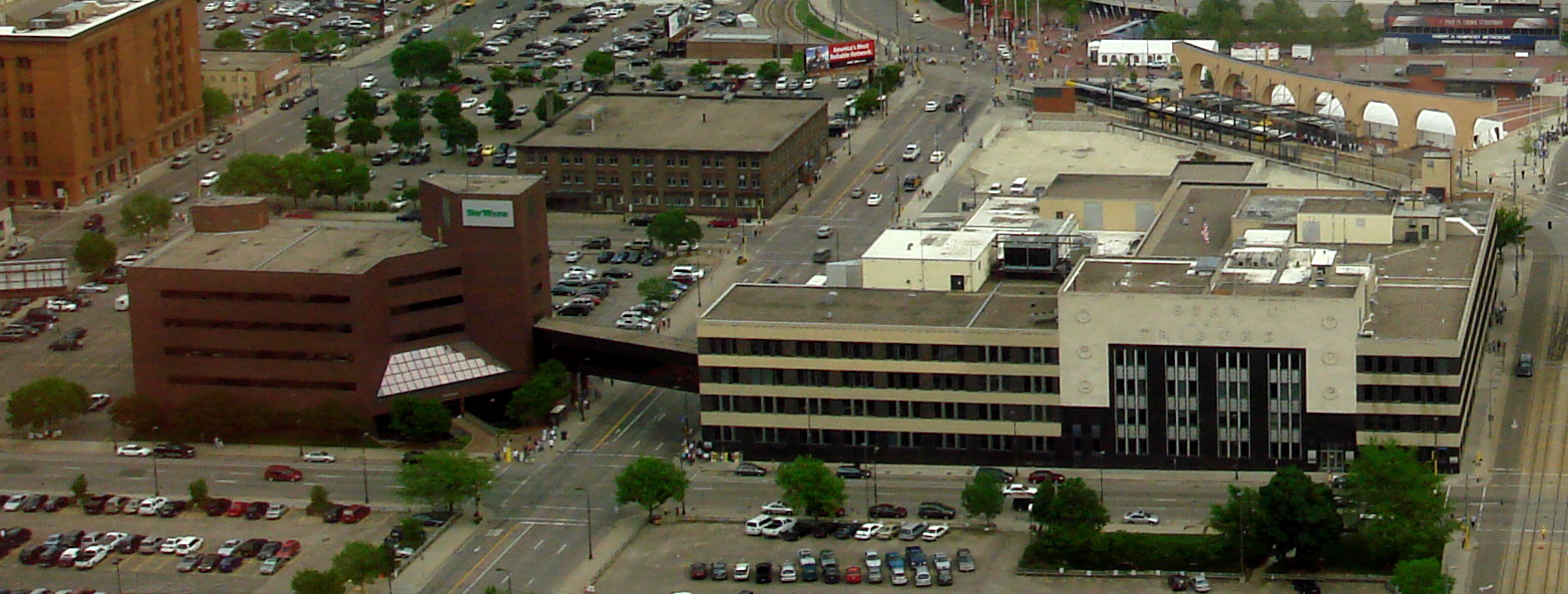
Hauptquartier der Star Tribune in Minneapolis

Die Minnesota Star Tribune (kurz Star Tribune, auch Star trib oder Strib genannt) ist eine überregionale Tageszeitung mit Sitz in Minneapolis, Minnesota. Sie ist die auflagenstärkste Tageszeitung im US-Bundesstaat Minnesota und erscheint an sieben Tagen in der Woche.
Neben einer Ausgabe für die Metropolregion Minneapolis-St. Paul gibt es auch eine Ausgabe für den Bundesstaat, die auch über die Grenze hinaus in Teilen von Wisconsin, Iowa, South Dakota und North Dakota erhältlich ist. Größter Konkurrent ist die in St. Paul heimische Pioneer Press.

## Geschichte
Die Star Tribune entstand im Jahre 1982 durch den Zusammenschluss der Abendzeitung Minneapolis Star und der Minneapolis Tribune, einer Tageszeitung desselben Unternehmens.
Die Ursprünge der Zeitung gehen auf die Gründungen dreier Tageszeitungen im 19. und zu Beginn des 20. Jahrhunderts zurück. Die Minneapolis Tribune wurde 1867 gegründet. Das Minneapolis Journal wurde erstmals 1878 als Abendzeitung veröffentlicht. Mit der Minneapolis Times entstand 1899 eine weitere Tageszeitung, die im Jahre 1905 von der Minneapolis Tribune aufgekauft wurde. Im Jahre 1920 erschien erstmals die Abendzeitung Minnesota Daily Star, die später in Minneapolis Star umbenannt wurde.
1935 kaufte die Cowles-Familie den Minnesota Star auf, vier Jahre später das Minneapolis Journal. Beide Zeitungen wurden zusammengelegt und erschienen fortan als Star-Journal, bevor das Blatt in Minneapolis Star umbenannt wurde. 1941 kaufte die Cowles-Familie zudem auch die Minneapolis Tribune. Im Jahre 1982 wurden beide Zeitungen zusammengelegt und als Minneapolis Star and Tribune weitergeführt und 1987 in Star Tribune umbenannt. 1998 übernahm für rund 1,2 Milliarden US-Dollar die The McClatchy Company die Cowles Media Company und wurde somit Eigentümer der Zeitung. Ende 2006 kaufte die Beteiligungsgesellschaft Avista Capital Partners für 530 Millionen US-Dollar die Anteile an der Zeitung. Aufgrund einer hohen Verschuldung beantragte das Zeitungsunternehmen am 15. Januar 2009 Insolvenz gemäß Chapter 11. Seit 2024 tritt die Zeitung wieder unter dem Namen Minnesota Star Tribune auf.
Die Star Tribune ist gemessen an der Auflage die sechstgrößte Zeitung in den Vereinigten Staaten. Sie bedient Minneapolis und ist über die gesamte Metropolregion Minneapolis-Saint Paul, den Bundesstaat Minnesota und den oberen Mittleren Westen verteilt. Sie enthält typischerweise eine Mischung aus nationalen, internationalen und lokalen Nachrichten, Sport-, Wirtschafts- und Lifestyle-Artikeln. Journalisten der Star Tribune und ihrer Vorgängerzeitungen haben sieben Pulitzer-Preise gewonnen. 